# ぱつこ
ぱつこ（11月21日 - ）は、日本のインフルエンサー、元グラビアアイドルである。神奈川県出身。元NOCTURNA所属。2020年11月17日よりフリー。旧芸名：8˚25。2020年5月以降の芸名はぱつこ。

## 略歴
小学校教諭として3年間勤務した後、カウンセラーになるために大学院に通い臨床心理学を専攻、卒業。大学院で学びながら、2019年5月1日グラビアアイドルとしてデビュー。
2019年11月、2代目サンスポGoGoクイーン準グランプリを受賞。現在はグラドルカウンセラーとして活動中。
2023年10月には週刊プレイボーイ創刊57周年企画「NIPPONグラドル57人」にグラビアニュージェネレーションの1人として掲載。
2024年4月30日をもって、グラビアアイドルから卒業することを、自身のInstagramで発表した。

## 人物
- 名前の由来は、前髪ぱっつんだった高校・大学時代のニックネームから[6]。
- タレント活動を始めたきっかけは、叔母から若い頃のセクシー写真を見せられ、自分もそういう綺麗な写真を残しておきたいと思ったこと[7]。
- 趣味はランニング、バスケ、スノボ、料理、ギャンブル全般[1]。
- 好きな男性のタイプは、お笑いコンビ三四郎の小宮浩信[8]。
- 特技はマラソン。フルマラソンを3時間40分、ハーフマラソンを1時間37分という記録を持っている[1]。自称グラドル最速ランナー。[9]
- SHOWROOM（ショールーム）、マシェバラなどで配信を行っており、「前髪を工作ばさみで切る」「実家の壁にのぼる」など突拍子もない行動でファンを魅了している。
- デジタル写真集「あの日の放課後」は、発売翌日のKindleタレント写真集新着ランキングで1位を獲得。

## 作品

### DVD
- 「本当に教諭だった彼女がグラビアデビュー」（2020年7月25日発売、竹書房）[10]

### デジタル写真集
- 「あの日の放課後」 週プレ PHOTO BOOK（2021年6月7日発売、集英社）

## 出演

### 雑誌
- キスカ 2020年8月号 (2020年7月8日発売、竹書房)
- EXマックス! （楽楽出版）
- 実話BUBUKAタブー 2020年10月号
- ランニングマガジン・クリール 2021年5月号 (2021年3月22日発売、ベースボール・マガジン社)
- 週刊プレイボーイ 2021年25号（2021年6月7日発売、集英社）
- 週刊SPA 2021年8月24日号（2021年8月17日発売、扶桑社）

### テレビ番組
- 東京オーディション（仮）（MXテレビ、2019年）
- 透明彼女 season10
- 真夜中のおバカ騒ぎ

### ラジオ番組
- 渋谷クロスエフエム（2019年8月4日）

### WEB番組
- M高史のラジオ（2021年4月3日）
- こんせいそんのスタジオ生放送!（ニコニコ生放送・YouTube Live・平和島競艇場公式チャンネル、不定期出演）

### 動画配信
- 360°まる見え！VRアイドル水泳大会vol.3（2019年9月13日、フジテレビFODオリジナル番組）